# Шатурторф
Шатурто́рф — посёлок в Московской области России. Входит в состав городского округа Шатура (до 2017 года — Шатурского района). Население — 4228 чел. (2021).

## Расположение
Посёлок расположен в пределах Мещёрской низменности, относящейся к Восточно-Европейской равнине, на высоте 137 метров над уровнем моря, у западной границы Шатурского района. Расстояние до МКАД порядка 112 км, до Казанского вокзала (Москва) 119 км, до районного центра города Шатуры — 7 км.

## Название
Прежнее название посёлка — Центральный, а современное — Шатурторф, происходит от наименования Шатурского торфопредприятия, на базе которого возник посёлок.

## История
В 1918 году образовано Шатурское торфопредприятие для обеспечения топливом строящейся электростанции. С 1919 года началась промышленная разработка Петровско-Шатурского месторождения. На базе торфопредприятия возник Центральный посёлок.
Строительство посёлка осуществлялось по проекту архитектора Л. А. Веснина. В период 1919—1921 гг. построены первые промышленные сооружения: трансформаторная подстанция,

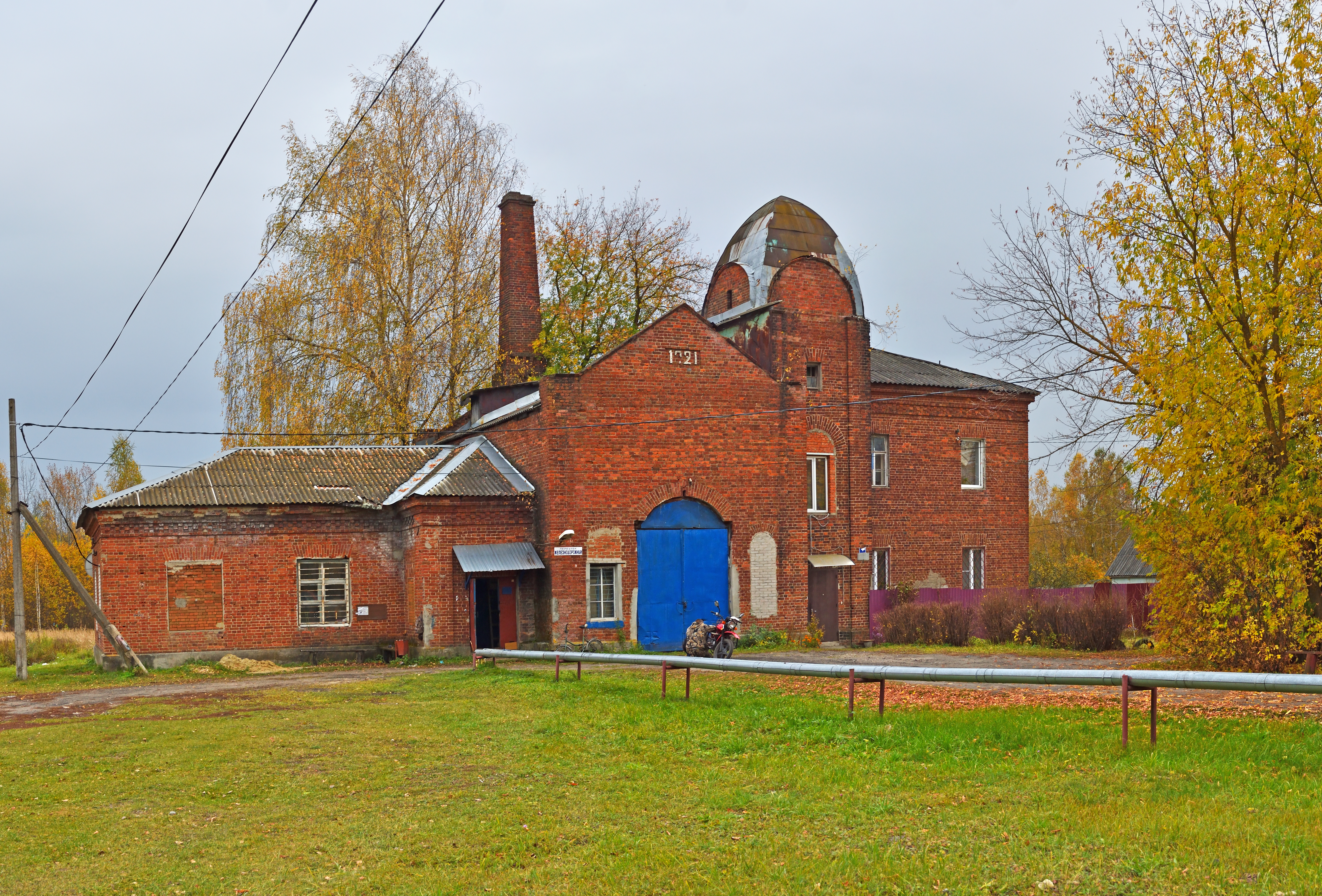
Первая насосная станция водоснабжения

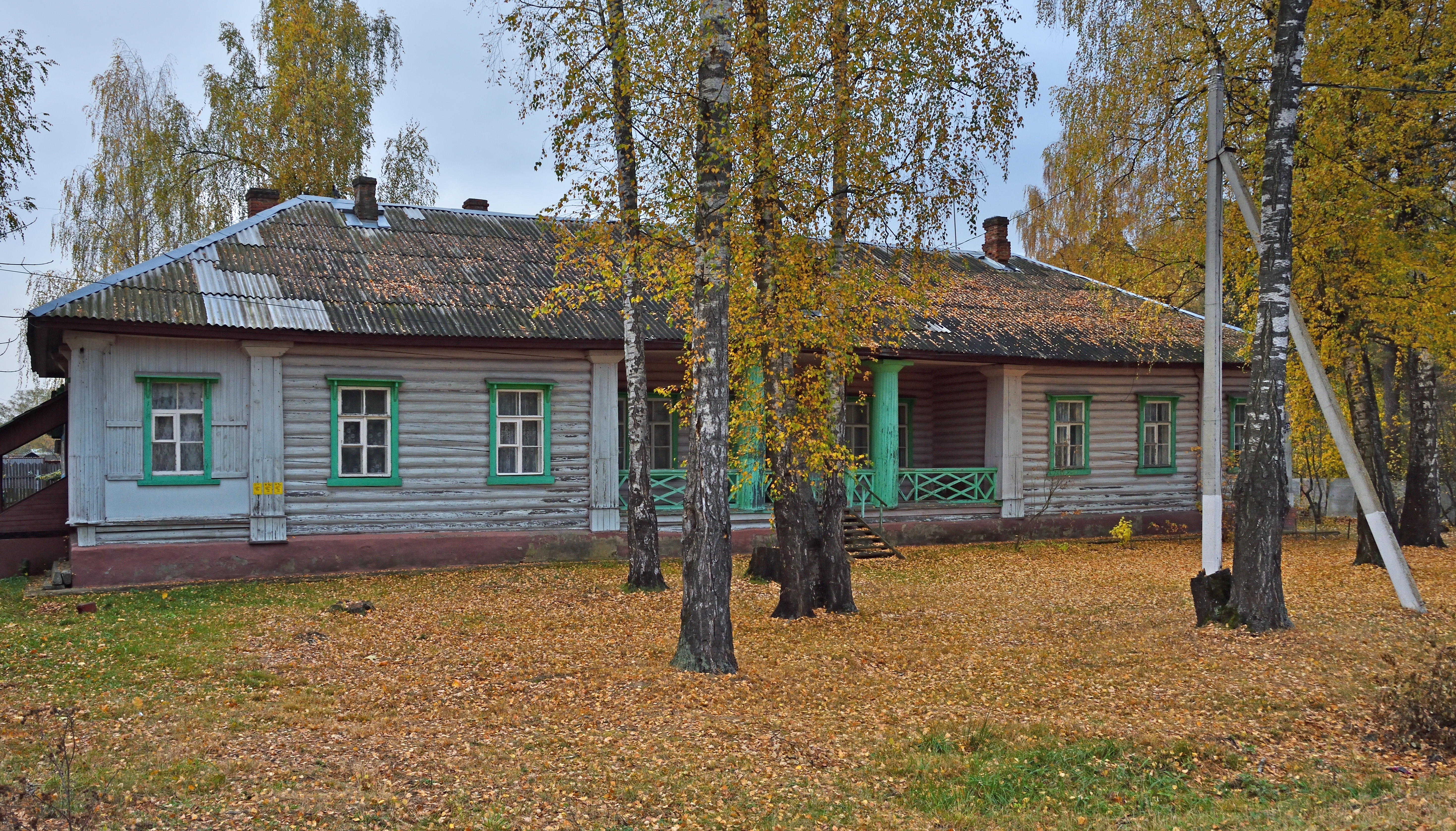
Жилой дом в Шатурторф

первая насосная станция водоснабжения, механические мастерские, паровозное депо. С 1919 года действует первая на Шатурских торфоразработках средняя школа. В 1933 году открылось профессиональное техническое училище ГПТУ-35. Также были построены магазины, больница с поликлиникой, клуб им. И. И. Радченко. С 1920 по 1922 годы в посёлке находилась редакция и типография газеты «Шатурский трудовой бюллетень».
В 1937 году Центральный посёлок преобразован в рабочий посёлок Шатурторф.
В 1968-1993 гг. в посёлке работал музей истории Шатурского торфопредприятия.
В 2004 году рабочий посёлок Шатурторф преобразован в посёлок Шатурторф и включён в состав Петровского сельского округа.
С 2006 до 2017 гг. входил в состав городского поселения Шатура Шатурского муниципального района. 
В настоящее время в посёлке имеется основная общеобразовательная школа, детский сад, дом культуры, больница, поликлиника и отделение почтовой связи. Также в посёлке находится платформа Казанского направления МЖД — Шатурторф.

## Население
| 1926  | 1939  | 1959  | 1970  | 1979  | 1989  |
| ----- | ----- | ----- | ----- | ----- | ----- |
| 2558  | ↗8171 | ↘6261 | ↘6237 | ↘4383 | ↘3908 |
| 2002  | 2006  | 2010  | 2021  |       |       |
| ↘3340 | ↘2873 | ↗3572 | ↗4228 |       |       |

## Известные уроженцы и жители
- А. В. Винтер (1878—1958) — начальник Шатурстроя, ДнепроГЭСстроя, Средневолгостроя, академик;
- И. И. Радченко (1874—1942) — революционер, организатор торфяной промышленности СССР, председатель Главторфа в 1918—1931 гг. ;
- А. И. Радченко (1879—1964) — деятель народного просвещения СССР, организовал школу в Шатуре;
- В. Ф. Перов (1931-2017) — доктор географических наук, профессор МГУ им. М. В. Ломоносова, родился в посёлке[5].
- Сиськов, Владимир Иванович (1935—1997) — советский и российский ученый, доктор экономических наук, профессор.